# Carry On
Carry On — второй сольный студийный альбом американского музыканта Криса Корнелла. Пластинка была выпущена 28 мая в Великобритании и 5 мая 2007 года в США на Interscope Records. Являясь второй сольной работой исполнителя после Euphoria Morning, Carry On одновременно является его первым альбомом после распада его группы Audioslave. К 4 сентября 2007 года альбом разошёлся тиражом 121,000 копий в США и 300,000 во всём мире.

## Об альбоме

### История записи
Carry On был спродюсирован известным британским продюсером Стивом Лиллиуайтом. Среди музыкантов, которые помогали Крису в записи альбома был его друг — Гэрри Лукас, игравший на акустической гитаре в нескольких треках. Во время записи своего второго альбома Крис попал в аварию с участием мотоцикла.

### Приём
Альбом дебютировал на 17 позиции в американском чарте журнала Billboard. Реакция на него была смешанной как у музыкальных журналистов, так и у простых людей. Entertainment Weekly понравился альбом, в отличие от Allmusic, Rolling Stone и Twisted Ear.
Музыкант анонсировал, что песня «No Such Thing» будет первым синглом с новой пластинки во время различных интервью на рок радиостанциях США. Песня также игралась на нескольких радиостанциях. Также её можно прослушать на сайте певца.

## Список композиций
Все песни написаны Крисом Корнеллом, кроме отмеченных:
1. «No Such Thing» — 3:44
2. «Poison Eye» — 3:57
3. «Arms Around Your Love» — 3:34
4. «Safe and Sound» — 4:16
5. «She'll Never Be Your Man» — 3:24
6. «Ghosts» — 3:51
7. «Killing Birds» — 3:38
8. «Billie Jean» (Джексон) — 4:41
9. «Scar on the Sky» — 3:40
10. «Your Soul Today» — 3:27
11. «Finally Forever» — 3:37
12. «Silence the Voices» — 4:27
13. «Disappearing Act» — 4:33
14. «You Know My Name» (Корнелл/Арнольд) — 4:01

Бонус треки
- «Today» — (UK & Японский бонус трек) — 3:03
- «Roads We Choose» (UK & Японский бонус трек) — 3:51
- «Thank You» (Live from Stockholm) (Японский бонус трек)
- «Call Me a Dog» (Live from Stockholm) (Target bonus track)

## Чарты
| Чарт(2007)                      | Пик |
| ------------------------------- | --- |
| The Billboard 200               | 17  |
| Италия                          | 24  |
| UK Album Chart                  | 25  |
| Франция                         | 131 |
| Billboard Top Rock Albums Chart | 6   |
| Норвегия                        | 2   |